# 기타조역
기타조역(일본어: 北条駅)은 일본 니가타현 가시와자키시에 있는, 동일본 여객철도 신에쓰 본선의 철도역이다.

## 역 구조
상대식 승강장 2면 2선의 구조를 지닌 지상역이다. 양쪽 승강장은 과선교로 연락하고 있다. 무인역이다.

### 승강장
| (남쪽) | ■ 신에쓰 본선 (상행) | 나가오카 · 나오에쓰 방면 |
| (북쪽) | ■ 신에쓰 본선 (하행) | 나가오카 · 니가타 방면   |

## 이용 현황
- 1일 평균 승차 인원 : 133명 (2003년도)

## 역세권 정보
- 국도 제291호선
- 기타조 우체국
- 기타조 성 터

## 인접역
| 동일본 여객철도 신에쓰 본선 | 동일본 여객철도 신에쓰 본선 | 동일본 여객철도 신에쓰 본선 |
| --------------------------- | --------------------------- | --------------------------- |
| 야스다 나오에쓰 방면        | ■ 보통                      | 에치고히로타 니가타 방면    |